# Petko Hristov
Pour les articles homonymes, voir Hristov.
Petko Rosenov Hristov (en bulgare : Петко Росенов Христов), né le 1er mars 1999 à Sofia, est un footballeur international bulgare qui évolue au poste de défenseur central à la Spezia Calcio.

## Biographie
Né à Sofia, la capitale de la Bulgarie, Petko Hristov a un frère jumeau, Andrea Hristov, avec qui il est passé par le Levski Sofia puis a commencé sa carrière footballistique au Slavia Sofia en 2016,.

### Carrière en club
Ayant fait ses débuts professionnel au Slavia Sofia dans le championnat de sa Bulgarie natale, Hristov est transféré à la Fiorentina le 17 juillet 2017 pour une somme dépassant le million d'euros, signant un contrat le liant au club florentin jusqu'au 30 juin 2022,.
Titulaire indiscutable en primavera en 2017-2018, Hristov fait plusieurs apparitions sur les feuilles de match de l'équipe professionnelle, sans toutefois faire ses débuts au plus haut niveau italien.
Il aura tout de même joué avec l'équipe senior de la Viola en match amical, notamment contre le Real Madrid le 24 août 2017 entrant en jeu dans le temps additionnel pour le match du Trophée Santiago-Bernabéu.
Le 16 août 2018, il est prêté au Ternana Calcio en Serie C. Mais après une saison décevante marquée par les blessures, il est à nouveau prêté  en Serie C le 9 août 2019, à Bisceglie.
Après une saison pleine avec le club de Bisceglie, où le club frise néanmoins la relégation,, c'est cette fois au Pro Vercelli qu'il est prêté,.
C'est avec le club historique piémontais que va vraiment s'affirmer Petko Hristov lors de la saison 2020-2021, ce qui lui vaudra notamment d'être convoqué en équipe nationale.

### Carrière en sélection
International avec les moins de 19 ans bulgares, il participe aux qualifications pour le Championnat d'Europe des moins de 19 ans 2017. Après un match nul et 2 victoires, l'équipe se qualifie pour la phases finales qui ont eu lieu en juillet 2017.
Le 5 septembre 2017, il fait ses débuts avec la espoirs bulgares lors d'un match de qualification à l'Euro contre le Luxembourg.
Il fait ensuite ses débuts avec l'équipe de Bulgarie senior le 31 mars 2021, lors d'un match de qualification pour le mondial 2022 contre l'Irlande du Nord : titularisé en défense centrale au côté de son frère Andrea il permet à son équipe d'arracher son premier point lors de ces éliminatoires, gardant sa cage inviolée pour un score final de 0-0,,,.

## Style de jeu
Petko Hristov est décrit comme un défenseur central puissant, fort dans les duels, notamment de la tête, avec un bon sens de l'anticipation, ne brillant en revanche pas particulièrement dans le registre de la rapidité et la gestion de la profondeur.
Il est notamment comparé pour son profil au défenseur brésilien Thiago Silva, ou encore Alessio Romagnoli et Andrea Barzagli.